# Powiatul Nowy Sącz
Județul Nowy Sącz (în poloneză Powiat nowosądecki) este o unitate teritorial-administrativă și administrație locală (powiat) în voievodatul Polonia Mică, sudul Poloniei la granița cu Slovacia.
Județul a fost înființat în data de 1 ianuarie 1999 ca rezultat al reformelor poloneze locale adoptate în anul 1998. Sediul administrativ al județului și cel mai mare oraș este Nowy Sącz care din punct de vedere administrativ nu este parte a județului ci se consideră municipiu cu drepturi de județ. În județ mai există cinci orașe: 
- Krynica-Zdrój la 31 km spre sud-est de Nowy Sącz,
- Stary Sącz la 9 km spre sud-vest de Nowy Sącz,
- Grybów la 19 km spre est de Nowy Sącz,
- Piwniczna-Zdrój la 21 km spre sud de Nowy Sącz,
- Muszyna la 331 km spre sud-est de Nowy Sącz,

Județul are o suprafață de 1.550,24 kilometri pătrați. În anul 2006 populația totală a județului era de 197.718 persoane din care populația orașului Krynica-Zdrój era de 11.243, a orașului Stary Sącz de 8.987, a orașului Grybów de 6.025, a orașului Piwniczna-Zdrój de 5.717, și a orașului Muszyna de 4.980 persoane. Populația rurală a județului era de 160.766 persoane.

## Județe învecinate
Județul Nowy Sącz se învecinează:
- spre nord cu județul Brzesko și județul Tarnów
- la est cu județul Gorlice
- la vest cu județul Nowy Targ și județul Limanowa.
- la sud cu Slovacia.

## Diviziunile administrative
Județul este împărțit în 16 comune (gmina)  (una urbană, patru urban-rurale și 11 rurale). Acestea sunt prezentate în tabelul de mai jos, în ordinea descrescătoare a populației.
| Comuna                            | Tip         | Suprafața (km²) | Populația (2006) | Sediu               |
| Comuna Chełmiec                   | rural       | 112.0           | 24,473           | Chełmiec            |
| Comuna Grybów                     | rural       | 153.0           | 22,436           | Grybów *            |
| Comuna Stary Sącz                 | urban-rural | 102.4           | 22,206           | Stary Sącz          |
| Comuna Krynica-Zdrój              | urban-rural | 145.3           | 16,850           | Krynica-Zdrój       |
| Comuna Łącko                      | rural       | 133.0           | 14,835           | Łącko               |
| Comuna Korzenna                   | rural       | 106.8           | 13,377           | Korzenna            |
| Comuna Podegrodzie                | rural       | 63.7            | 11,607           | Podegrodzie         |
| Comuna Muszyna                    | urban-rural | 142.0           | 11,293           | Muszyna             |
| Comuna Piwniczna-Zdrój            | urban-rural | 126.7           | 10,313           | Piwniczna-Zdrój     |
| Comuna Łososina Dolna             | rural       | 84.3            | 9,814            | Łososina Dolna      |
| Comuna Kamionka Wielka            | rural       | 63.0            | 9,158            | Kamionka Wielka     |
| Comuna Gródek nad Dunajcem        | rural       | 88.2            | 8,896            | Gródek nad Dunajcem |
| Comuna Nawojowa                   | rural       | 51.1            | 7,644            | Nawojowa            |
| Grybów                            | urban       | 17.0            | 6,025            |                     |
| Comuna Łabowa                     | rural       | 119.1           | 5,172            | Łabowa              |
| Comuna Rytro                      | rural       | 41.9            | 3,619            | Rytro               |
| * sediul nu face parte din comune |             |                 |                  |                     |